# Senotainia tricuspis
Senotainia tricuspis (Meigen, 1838) è un insetto appartenente alla famiglia Sarcophagidae.
È un dittero sarcofagide che parassita le api bottinatrici e le porta a morte utilizzandole come substrato per lo sviluppo delle sue forme larvali.

## Descrizione
Senotainia tricuspis, a prima vista è molto simile di aspetto a una comune mosca domestica.
L'adulto di Senotainia tricuspis ha dimensioni che vanno dai 5 agli 8 mm di lunghezza ed è caratterizzato da una striscia mediana facciale di colore bianco-grigiastra percorsa da due file di setole corte. Il tutto interposto tra i grandi occhi composti.

## Biologia
Senotainia tricuspis è un insetto olometabolo, larviparo. Le Senotainie sono facilmente individuabili in apiario da giugno ad ottobre mentre sostano in agguato sui tetti degli alveari.
Le femmine depongono la larva sull'ape adulta; il passaggio da L1 a L2 avviene poco dopo la penetrazione nel torace dell'ospite e la larva di seconda età vi si trattiene per 4-5 giorni alimentandosi di emolinfa (periodo prepatente).
Successivamente, verso la fine della seconda età, la larva inizia a lacerare il sistema tracheale e vascolare; in questa fase l'ape inizia a manifestare i primi sintomi, quali la mancata chiusura delle ali a riposo e difficoltà nel volo.
Segue quindi l'attacco della L2 ai muscoli toracici con conseguente incapacità dell'ape di volare. In poche ore l'ospite risente dell'azione traumatica del parassitoide e dopo una grave debilitazione giunge a morte. A questo punto la larva parassitoide muta alla terza età ed esce all'esterno dell'ape, completando il suo sviluppo in 4-5 giorni nutrendosi dei tessuti in decomposizione della sua vittima (attività saprofagica).
Quando la L3 è giunta a maturità si infossa superficialmente nel terreno per mutare in pupa.
Il passaggio da L3 a pupa avviene circa in 10 giorni. Dai pupari formatisi tra giugno e fine luglio, dopo appena 15-20 giorni si liberano per buona parte mosche adulte di nuova generazione che porterà, nell'apiario infestato, ad un incremento notevole delle femmine fecondate in coincidenza della piena estate (ultima decade di luglio-fine agosto).